# Tenkitsune
Tenkitsune là nam nhạc sĩ, và nhà sản xuất âm nhạc người Việt Nam. Anh được biết đến với những tác phẩm đĩa đơn được phân phối toàn cầu như "Lemon Soda", "Animal Friends". Khán giả trong nước biết đến anh qua ca khúc "Một người vì em" của WEAN, và ca khúc "Chương Hai Của Tưong Lai" của WEAN, và MCK, dưới vai trò là nhà sản xuất âm nhạc.

## Tiểu sử
Trịnh Nhật Quang, sinh ra ở Hà Nội, trong một gia đình có truyền thống về nhạc. Ông ngoại và mẹ anh đều là nhạc sĩ, mẹ anh từng là giảng viên piano tại Học viện Âm nhạc quốc gia Việt Nam, vì vậy, anh được đào tạo về những kiến thức âm nhạc và học chơi Piano khi còn rất nhỏ. Tuy nhiên, ban đầu anh không muốn theo âm nhạc, nên anh đã bắt đầu theo đuổi lập trình phần mềm một thời gian ngắn.

## Sự nghiệp
Năm 13 tuổi, Quang được tham gia chỉnh âm thanh tại lễ hội âm nhạc ở trường, lúc đó anh được tiếp xúc đến dòng nhạc điện tử, và bắt đầu sản xuất âm nhạc từ đó. Năm 18 tuổi, anh bắt đầu viết nhạc dưới nghệ danh Tenkitsune. 
Năm 2015, sau 10 ngày ra mắt trò chơi điện tử nhập vai nổi tiếng ở Mỹ tên là Undertale, anh đã làm hai bản phối lại của nhạc trò chơi, và trở thành hai trong những remix thành công nhất trong sự nghiệp của anh, dẫn đến Toby Fox và hãng thu âm Materia Collective, hãng phụ trách phân phối soundtrack của trò chơi, cho cơ hội được làm remix chính thức cho tựa game này.
Năm 2016, anh và một người bạn người Mĩ gốc Việt mang nghệ danh "NGC 3.14", cùng nhau viết đia đơn "Lemon Soda", tác phẩm này nhận được nhiều chú ý và trở thành một hiện tượng toàn cầu lúc bấy giờ, dẫn đến hãng Funimation quyết định đăng ký bản quyền để sử dụng nhạc cho phần quảng cáo của họ vào năm 2017.
Năm 2017, anh trở thành một trong hai người đầu tiên ở Việt Nam là nghệ sĩ đối tác của SoundCloud qua chương trình SoundCloud Premier. Anh đã ra mắt album đầu tiên của mình "Little Fox Adventure" qua nền tảng Bandcamp, và nhanh chóng được nhận nhiều sự ủng hộ của các khán giả, nghệ sĩ trong và ngoài nước. Cùng trong năm đó, một bản remix của anh cho một đĩa đơn tên "Paradise Plaza" của một nhà sản xuất người Mĩ, trở nên nổi tiếng do một game thủ chuyên nghiệp của trò chơi điện tử trực tuyến Liên Minh Huyền Thoại sử dụng lại trong phần kết thúc video trên kênh YouTube của họ.. 
Năm 2019, anh đã hợp tác cùng với nhiều nghệ sĩ quốc tế và đã ra mắt album tiếp theo mang tên "Dreamers Fall Pt.1" qua công ty Level Music, thuộc hãng thu âm quốc tế Warner Music Group. Cùng trong năm đó, anh bắt đầu tham gia hỗ trợ sáng tác nhiều dự án âm nhạc ở trong nước. Anh đã tham gia tour diễn "Bordering Practice" với tư cách là đồng đạo diễn chương trình, kết nối giữa các nghệ sĩ Nhật Bản và các nghệ sĩ tại khu vực Đông Nam Á, tổ chức bởi hãng thu âm Maltine và Trung tâm Giao lưu Văn hóa Nhật Bản.
Năm 2020, anh trở thành nghệ sĩ dưới sự quản lí của công ty Hot Panda Media và được kí với hãng phân phối The Orchard thuộc hãng thu âm Sony Music Entertainment. WEAN và anh cùng trong một công ty quản lí nên anh đã có cơ hội làm việc cùng WEAN để cho ra mắt ca khúc "Một Người Vì Em", ca khúc trở nên nổi tiếng đến nhiều giới trẻ trong nước vào thời điểm bấy giờ. Ca khúc "Chương Hai của Tương Lai", là một sự hợp tác giữa anh và WEAN, MCK với vai trò là nhà sản xuất âm nhạc, thực hiện cho WeChoice Awards 2020, và được tổ chức bởi Kênh 14. Ngoài ra, anh đã làm việc cùng với Wren Evans thực hiện giai đoạn mastering cho bài "FASHION 3" của hãng thu âm Universal Music Group tại Việt Nam, và đã thực hiện thiết kế âm thanh, sáng tác cho một số quảng cáo trên mạng xã hội và truyền hình. Tác phẩm Little Fox Wonderland, được một trò chơi nhịp điệu nổi tiếng của Mĩ, Osu, đăng kí bản quyền để sử dụng trên nền tảng của họ.
Năm 2021 cho đến nay, anh đã tham gia chương trình Bóng bay đỏ, được tổ chức bởi The Onion Cellar, Viện Goethe, Japan Foundation Việt Nam, và Institut Français du Vietnam. Về sản phẩm âm nhạc cá nhân, hiện nay anh đang trong quá trình hoàn thành album tiếp theo của anh "Little Fox Adventure Pt. 2".

## Phong cách âm nhạc

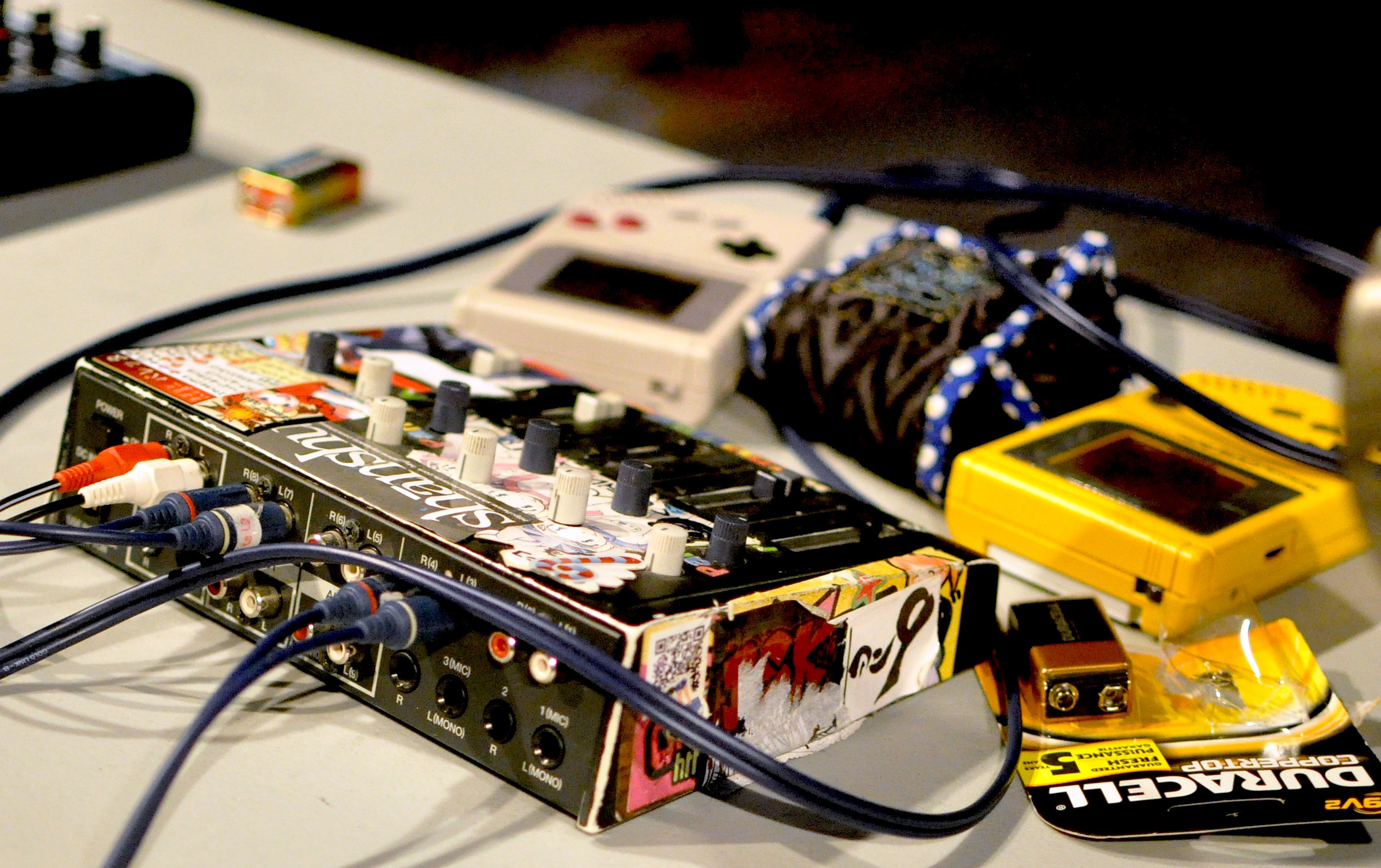
Chiptune, thể loại nhạc 8-bit / 16-bit, được làm ra từ những chiếc máy chơi game cũ

Âm nhạc của được lấy cảm hứng từ dòng nhạc J-Pop và nhạc trò chơi điện tử của Nhật. Nhạc của anh được miêu tả là sự kết hợp giữa dòng nhạc Chiptune và Kawaii Future Bass theo giai điệu tươi vui. Hình ảnh con cáo lông cam của anh là sự hiển diện đặc trưng của nghệ danh Tenkitsune, đại diện cho âm nhạc của anh và furry fandom.

## Tác phẩm

### Album
| Tiêu đề                     | Chi tiết |
| --------------------------- | --- |
| Little Fox Adventure        | - Ra mắt: 20/11/2017 - Hãng thu âm: Repost Network - Định dạng: Digital download, streaming                        |
| Dreamers Fall, Pt. 1        | - Ra mắt: 28/6/2019 - Hãng thu âm: Dynasty Ocean, thuộc Level Music (WMG) - Định dạng: Digital download, streaming |
| Little Fox Adventure, Pt. 2 | - Ra mắt: 16/6/2023 - Hãng thu âm: Hot Panda Media - Định dạng: Digital download, streaming                        |

### Đĩa đơn
| Tiêu đề                          | Chi tiết |
| -------------------------------- | --- |
| "Latte"                          | - Ra mắt: 16/11/2015 - Hãng thu âm: Diversity Recordings - Định dạng: Digital download, streaming                              |
| Animal Friends                   | - Ra mắt: 8/9/2016 - Hãng thu âm: FOGPAK - Định dạng: Digital download, streaming                                              |
| "Ramune" (Tenkitsune Remix)      | - Ra mắt: 30/3/2016 - Hãng thu âm: Tự phát hành - Định dạng: Digital download, streaming                                       |
| "Megalovania" (Tenkitsune Remix) | - Ra mắt: 17/12/2016 - Hãng thu âm: GameChops, Materia Collective - Định dạng: Digital download, streaming                     |
| "Lotus Overture"                 | - Ra mắt: 13/8/2021 - Hãng thu âm: HPM Collective (phân phối quốc tế bởi The Orchard) - Định dạng: Digital download, streaming |
| "Stardust Adventure"             | - Ra mắt: 20/9/2021 - Hãng thu âm: HPM Collective (phân phối quốc tế bởi The Orchard) - Định dạng: Digital download, streaming |
| "Palm Tree Love" (feat. Snappy)  | - Ra mắt: 28/5/2021 - Hãng thu âm: HPM Collective (phân phối quốc tế bởi The Orchard) - Định dạng: Digital download, streaming |
| "Candy Heaven"                   | - Ra mắt: 27/5/2022 - Hãng thu âm: HPM Collective (phân phối quốc tế bởi The Orchard) - Định dạng: Digital download, streaming |

### Tên trong các tác phẩm
| Năm  | Nghệ sĩ          | Tác phẩm                                                 | Vị trí              | Chi tiết                                                             |
| ---- | ---------------- | -------------------------------------------------------- | ------------------- | -------------------------------------------------------------------- |
| 2019 | BeepBeepChild    | Mark Redito - "Everything Felt Right" Remix              | Mastering và mixing |                                                                      |
| 2019 | BeepBeepChild    | "Replace My Love"                                        | Mastering và mixing |                                                                      |
| 2020 | WEAN             | "Một người vì em"                                        | Sản xuất âm nhạc    | Đồng sản xuất với Muffin                                             |
| 2020 | WEAN             | "I DON'T KNOW" (feat. NAOMI, TaylorRightHere, YoungWolf) | Sản xuất âm nhạc    | Đồng sản xuất với Muffin và GonPop. Đồng mastering với BeepBeepChild |
| 2020 | KHA              | "Em không cô đơn"                                        | Mastering và mixing |                                                                      |
| 2020 | KHA              | "H in my Arms"                                           | Mastering và mixing | Đồng mastering với BeepBeepChild                                     |
| 2020 | WEAN, MCK        | "Chương Hai của Tương Lai"                               | Sản xuất âm nhạc    |                                                                      |
| 2020 | Wren Evans       | "FASHION 3"                                              | Mastering và mixing |                                                                      |
| 2020 | Wren Evans       | "FASHION NOVA"                                           | Mastering và mixing |                                                                      |
| 2021 | WEAN             | "Một người vì em" (feat. Shigga Shay)                    | Sản xuất âm nhạc    |                                                                      |
| 2021 | Orange, Monotape | "Em hát ai nghe" - phiên bản The Heroes                  | Sản xuất âm nhạc    | Hỗ trợ Monotape hoàn thiện ca khúc cùng với BeepBeepChild            |